# 晨鳴紙業
山東晨鳴紙業集團股份有限公司 (深交所：000488/200488，简称：晨鸣纸业/晨鸣B；港交所：1812)，主要從事制木漿、造纸、能源的一體化業務，產品包括高檔銅版紙、白卡紙、輕塗纸、新聞紙、雙膠紙、電話簿紙、靜電覆印紙、箱板紙、書寫紙、高密度纖維板、強化木地板等。

## 历史
1996年建立，它是中國最大的造紙企業，總部設在山東壽光。是首隻已發行A股、B股及H股的上市公司。

## 連結
- 山東晨鳴紙業集團股份有限公司 （页面存档备份，存于）